# Grácia
A Grácia latin eredetű női név, a római mitológiában a kellem, a báj istennőinek a neve. Jelentése szeretetreméltóság, báj, kecs. A keresztény szóhasználat szerinti grácia közszó jelentése kegyelem.

## Rokon nevek
- Graciella:[1] a Grácia olasz kicsinyítőképzős alakja. (Eredeti helyesírással Grazia, Graziella)[2]

## Gyakorisága
Az 1990-es években a Grácia és Graciella szórványos név, a 2000-es évek első két évtizedében nem szerepelnek a 100 leggyakoribb női név között.

## Névnapok
Grácia:
- június 13.[2]
- augusztus 21.[2]

Graciella:
- június 1.[2]
- december 18.[2]

## Híres Gráciák, Graciellák
Kerényi Grácia, költőnő